# Smrti sel
Smrti sel je prvi studijski album slovenske black metal skupine Srd, izdan januarja 2017 pri On Parole Productions. Vsebuje sedem pesmi, ki bi lahko predstavljale sedem posod božjega srda iz citata Razodetja, po katerem je Srd prevzel ime. Tri so odpete v angleščini, tri v slovenščini, ena skladba pa je instrumentalna. Vse pesmi je napisal Goran Slekovec z izjemo besedila za Soči Simona Gregorčiča in besedila ter glasbe za pesem I Kill Everything I Fuck skupine GG Allin. Album je požel veliko pozornosti slovenske in srednjeevropske metal skupnosti in prejel večinoma pozitivne odzive tako poslušalstva kot kritike.

## Zgodovina
Nihče ni nikoli slišal za Srd, dokler ni skupina popolnoma presenetila metal skupnosti s pesmijo Kupa trpljenja na portalu YouTube septembra 2016. Šele pozneje se je izvedelo, da gre za nov oziroma nadaljevalen projekt Gorana Slekovca, ki je prej deloval pod imenom Terrorfront. Celotni album je pri založbi On Parole Productions izšel 20. januarja 2017 in hitro prejel pozornost širšega poslušalstva. Uspešna promocija je botrovala številnim nastopom skupine doma in v tujini, večinoma v Srednji Evropi, med drugim na Metaldays leta 2018  in v mariborskem Štuku kot predskupina poljskih black metal zvezdnikov Batushka.

## Sprejem
Smrti sel je prejel večinoma pozitivne kritike tako občinstva kot kritike. Rok Klemše za Rockline je albumu prisodil 4 zvezdice od 5, rekoč, da je Smrti sel "prvenec, ki si ga lahko želi marsikateri bend. Res je sicer, da se mestoma še čuti relativna mladost benda, a je obenem tudi res, da album upravičuje »hype«, ki je v zadnjem mesecu ali dveh nastal okrog benda." Felin Frost je za portal Terra Relicta ocenil album z 7.5 od 10 z razlago, da je "Smrti sel zelo dobro strukturiran konceptni album." Posebno je pohvalil petje, ki da izraža brutalno energijo in nepopisen bes. Z ozirom na vokal je obžaloval homogenost instrumentala. 
Na drugi strani je Ivan Cepanec v recenziji za Radio Študent izpostavil nekatere minuse albuma, denimo občutek, "kot bi nekateri deli predvsem daljših pesmi bili ponovljeni ali podaljšani samo zato, ker so lahko, ne pa z nekim namenom popestritve besedila ali zvočne dinamike. /.../ Tu pa tam se sliši, da je Goran prvenstveno kitarist in da temu primerno zanemari ritem – boben je namreč dostikrat precej grdo prisoten in neroden ter trd, bas pa je skorajda v celoti podrejen kitari." Kljub vsemu je zaključil, da je Smrti Sel "prvenec, ki mu je vredno posvetiti čas. Je poln zelo svetlih trenutkov, ki pa jih mogoče zasenčijo občasne temne lise v obliki prej omenjenih minusov. /.../ Smrti Sel je torej svež kužni veter na slovenski black metal sceni, sama zasedba pa vsekakor kaže velik potencial prebiti se tudi kam ven."
Skupina je prejela veliko navdušenih odzivov nad uporabo slovenskega jezika v pesmih Soči, Kupa trpljenja in Smrti sel, ki dokazujejo, da slovenščina še kako ustreza k ustvarjanju temačne in hladne atmosfere, značilne za black metal. Mnogo kritikov je izrazilo upanje, da bo slovenski jezik ostal delovno orodje Srda, ali prevzel celo vodilno vlogo v prihajajočih albumih. Posebno so pohvalili skoraj desetminutno priredbo Gregorčičeve Soči, s katero je slovenska metal scena dobila eno najbolj monumentalnih del v svoji zgodovini.

## Seznam pesmi
| Št.             | Naslov                                      | Dolžina |
| --------------- | ------------------------------------------- | ------- |
| 1.              | „Prologue‟                                  | 5:15    |
| 2.              | „Deathreign 40-45‟                          | 4:25    |
| 3.              | „All Into Nothing‟                          | 4:49    |
| 4.              | „Smrti sel‟                                 | 6:24    |
| 5.              | „I Kill Everything I Fuck‟ (GG Allin cover) | 2:35    |
| 6.              | „Kupa trpljenja‟                            | 6:24    |
| 7.              | „Soči‟                                      | 9:31    |
| Skupna dolžina: | Skupna dolžina:                             | 39:23   |

## Zasedba
Srd
- Goran Slekovec — vokal, vsi inštrumenti